# بزرگ‌سیاره کوچک
بزرگ‌سیاره‌کوچک (به انگلیسی: LittleBigPlanet) یا به‌طور اختصار ال‌بی‌پی، عنوان یک مجموعه بازی ویدئویی در سبک معمایی و سکوبازی است که توسط شرکت بریتانیایی مدیا مولکول ساخته شده و بخش سونی کامپیوتر انترتینمنت آن را به‌طور انحصاری برای کنسول‌های برند پلی‌استیشن شرکت سونی منتشر کرده است. داستان بازی دربارهٔ ماجراجویی موجوداتی انسان‌نما به نام سک‌بوی است و تمامی بازی‌های این سری به شدت بر روی محتوای تولیدی کاربران تأکید دارند و بیشتر به روندبازی اهمیت داده می‌شود تا به خط داستانی.
این مجموعه شامل پنج نسخه در چهار پلت‌فرم بازی می‌باشد. این مجموعه در سال ۲۰۰۸ با عنوان بزرگ‌سیاره کوچک بر روی کنسول پلی‌استیشن ۳ راه‌اندازی شد، که در سال ۲۰۰۹ با نسخه کنسول بازی دستی پلی‌استیشن همراه آن به همین نام ادامه پیدا کرد. دنبالهٔ نسخه پلی‌استیشن ۳، تحت نام بزرگ سیاره کوچک ۲ در ژانویه ۲۰۱۱ منتشر شد. نسخه کنسول قابل حمل پلی‌استیشن ویتا توسط تارسیر استودیو و دابل ایلون توسعه یافت و در سپتامبر ۲۰۱۲ عرضه شد. در نمایشگاه ای۳ ۲۰۱۴ سونی از بزرگ سیاره کوچک ۳ برای کنسول پلی‌استیشن ۴ رونمایی کرد، که به‌وسیلهٔ سومو دیجیتال ساخته و در نوامبر ۲۰۱۴ منتشر شد. تمامی عناوین این سری توسط سونی کامپیوتر انترتینمنت منتشر شده‌اند. آخرین نسخه از فرَنچایز بزرگ‌سیاره کوچک نیز تحت عنوان سک‌‌بوی: یک ماجراجویی بزرگ در نوامبر ۲۰۲۰، برای کنسول‌های پلی‌استیشن ۴ و پلی‌استیشن ۵ در دسترس قرار گرفت. یک نسخه از این بازی نیز در ۲۷ اکتبر ۲۰۲۲، برای مایکروسافت ویندوز منتشر شد.

## بازی‌ها

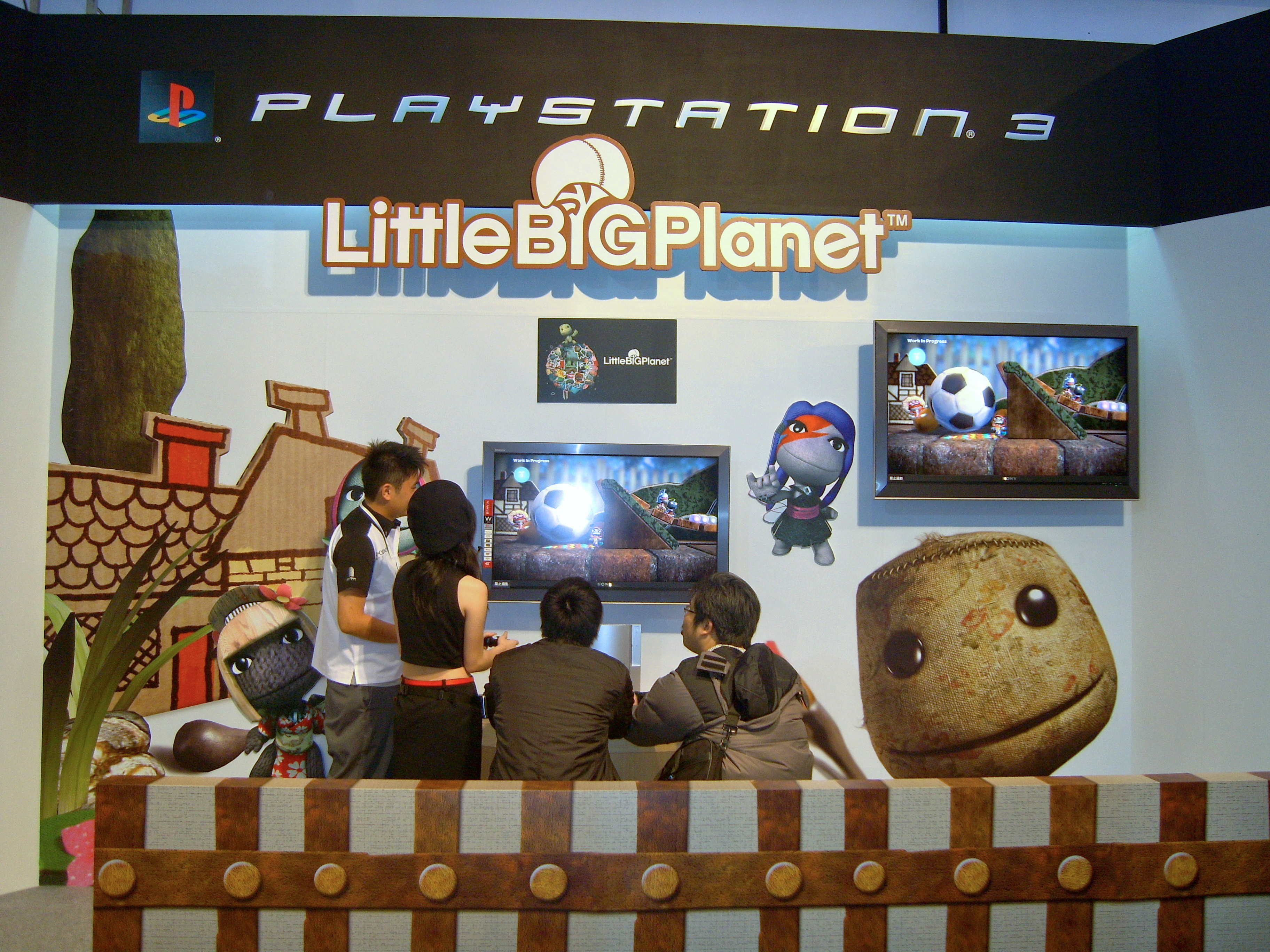
شرکت مدیا مولکول

| ۲۰۱۲ | بزرگ‌سیاره کوچک پی‌اس ویتا |
| ۲۰۱۲ | بزرگ سیاره کوچک کارتینگ  |